# Gaston d’Orléans, comte d’Eu

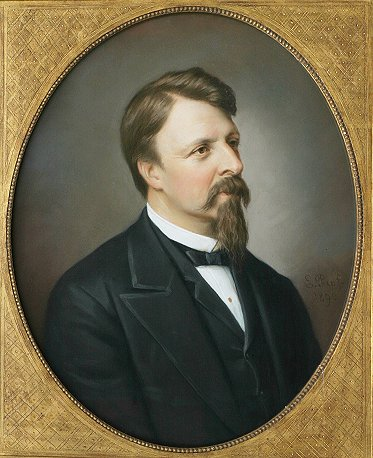
Karl Ernst Papf: Gaston d’Orléans, comte d’Eu, Öl auf Leinwand, um 1885/1890

Prinz Louis Philippe Marie Ferdinand Gaston d’Orléans, comte d’Eu (* 28. April 1842 in Neuilly-sur-Seine; † 28. August 1922 auf See) war ein Prinz aus dem Hause Orléans und brasilianischer Marschall.

## Leben
Louis Philippe Marie Ferdinand Gaston d’Orléans war der älteste Sohn des Herzogs von Nemours und der Wiener Prinzessin Viktoria von Sachsen-Coburg-Saalfeld-Koháry (1822–1857), ein Enkel des Bürgerkönigs Louis Philippe von Frankreich.

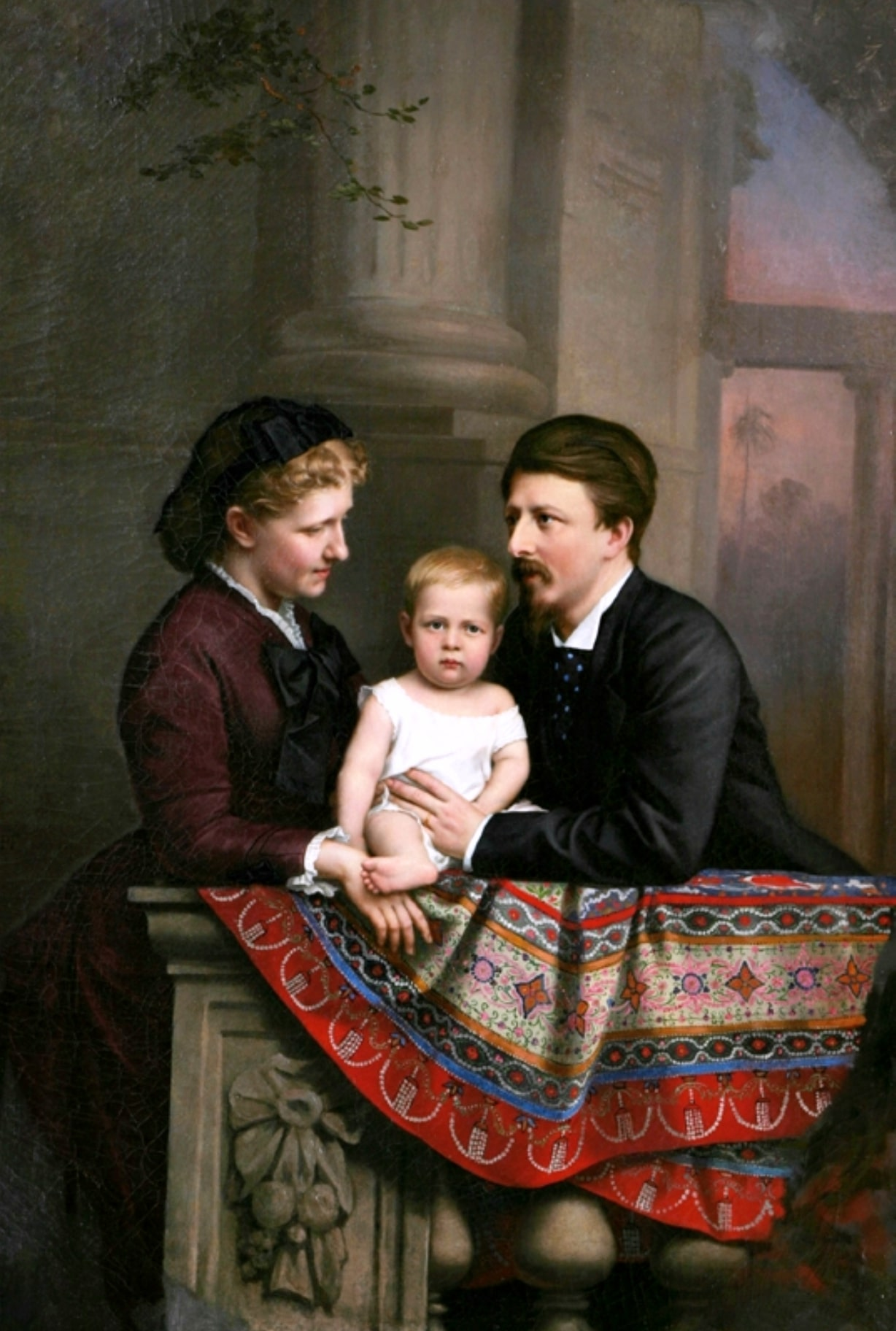
Karl Ernst Papf: Isabella und Gaston d’Orléans mit ihrem Sohn, 1877

Gaston d’Orléans heiratete am 15. Oktober 1864 Infantin Isabella von Brasilien (1846–1921), die Erbtochter des Kaisers Pedro II. von Brasilien. Aus der gemeinsamen Verbindung gingen vier Kinder hervor:
- Totgeborene Tochter (*\† 28. Juli 1874)
- Pedro de Alcántara d’Orléans (1875–1940)
- Luís d’Orléans (1878–1920)
- António Gastão d’Orléans (1881–1918)

Bald nach der Hochzeit der beiden brach der Tripel-Allianz-Krieg aus, den Brasilien zusammen mit Argentinien und Uruguay gegen den Diktator von Paraguay Francisco Solano López führte. Als Schwiegersohn des Kaisers strebte Gaston d’Orléans nach einem militärischen Kommando, wurde aber zunächst übergangen. Erst in der Endphase des Krieges, am 20. Februar 1869, wurde er zum Oberbefehlshaber der brasilianischen Armee ernannt, am 22. März 1869 übernahm er das Oberkommando der alliierten Streitkräfte. Er erwies sich als fähiger Kommandeur und brachte den Krieg bis Februar 1870 zu einem siegreichen Ende.
Im Jahr 1889 floh er mit seiner Familie nach dem Sturz des Kaisers nach Frankreich. Hier lebte die Familie auf Château d’Eu in der Normandie. Kurz nach Ende des Ersten Weltkriegs verlor er seinen jüngsten Sohn, der bei einem Flugzeugabsturz tödlich verletzt wurde. Sein Zweitgeborener starb 1920 an den Folgen seiner während des Krieges erlittenen Verwundungen. Er diente wie sein Bruder bei den britischen Streitkräften als Offizier, Luíz bei der British Army, während Antônio als Luftwaffenpilot bei der Royal Air Force diente. Im Jahr darauf starb seine Frau nach 57 Ehejahren. 1922 begab sich der Comte d’Eu an Bord der Massalia, um an den Feierlichkeiten zum 100. Jahrestag der Unabhängigkeit Brasiliens teilzunehmen. Auf dem Weg des Schiffes nach Brasilien ereilte den 80-jährigen der Tod.

## Ehrungen
Nach ihm benannt ist die Pflanzengattung Orleanesia Barb.Rodr. aus der Familie der Orchideen.

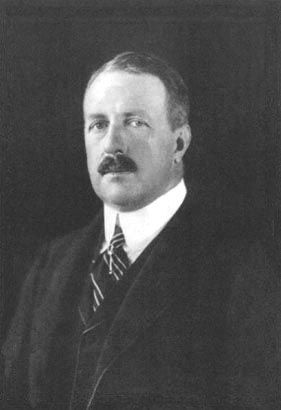
Pedro de Alcântara (1875–1940)
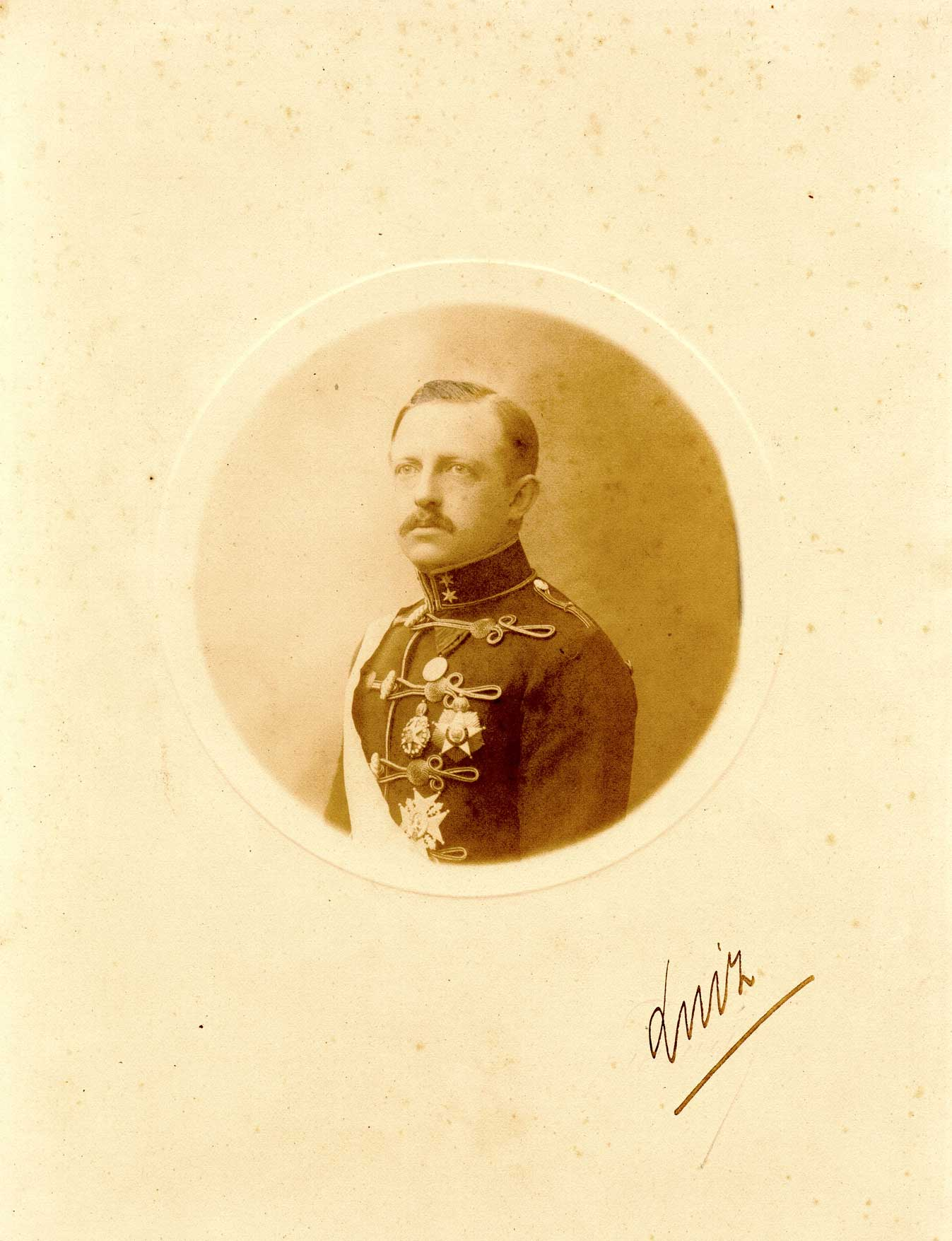
Luís (1878–1920)
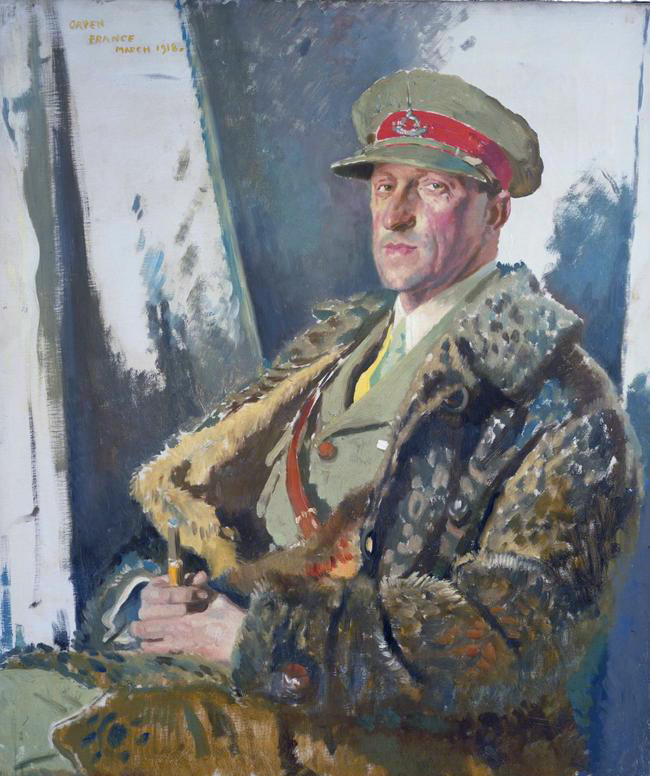
Antônio Gastão (1881–1918)